# Hans-Rudolf Peters
Hans-Rudolf Peters (* 2. Mai 1932 in Stadtoldendorf) ist ein deutscher Wirtschaftswissenschaftler mit dem Schwerpunkt Wirtschaftspolitik.

## Leben
Hans-Rudolf Peters studierte in Göttingen und Freiburg, legte 1956 das Examen zum Diplom-Volkswirt ab. 1958 wurde er an der Rechts- u. staatswissenschaftlichen Fakultät mit dem Thema Der Verkehrsmarkt zum Dr. rer. pol. promoviert und war Forschungsassistent am dortigen Verkehrswissenschaftlichen Institut. Von 1959 bis 1974 arbeitete er als Referent und Regierungsdirektor im Bundesministerium für Wirtschaft in Bonn. Gefördert durch ein Habilitationsstipendium der Deutschen Forschungsgemeinschaft erfolgte 1971 die Habilitation zu dem Thema "Regionale Wirtschaftspolitik und System-Ziel-Konformität" für das Fach Volkswirtschaftslehre an der Universität Marburg.
Von 1973 bis 1974 lehrte er Wirtschaftliche Staatswissenschaften an der Rechts- und Staatswissenschaftlichen Fakultät der Universität Bonn. Von 1974 nahm er den Ruf als Professor für Volkswirtschaftslehre an der Carl von Ossietzky Universität Oldenburg an. Er war Dekan des Fachbereichs Wirtschafts- und Rechtswissenschaften 1988/89 und anschließend Leiter des Instituts für Volkswirtschaftslehre an der Universität Oldenburg. 1990 nahm er eine Gastprofessur an der Budapester Universität für Wirtschaftswissenschaften wahr. Peters wurde 1997 emeritiert. Er gilt als Begründer der Mesoökonomischen Interaktionstheorie.